# Lycaeides batavana
Lycaeides batavana är en fjärilsart som beskrevs av Beuret 1936. Lycaeides batavana ingår i släktet Lycaeides och familjen juvelvingar. Inga underarter finns listade i Catalogue of Life.